# Arginina quinasa
La arginina quinasa (EC 2.7.3.3) es una enzima que cataliza la siguiente reacción química
Por lo tanto, los dos sustratos de esta enzima son el ATP y L-arginina, mientras que sus productos son ADP, Nω-fosfo-L-arginina y un ion hidrógeno. Esta enzima requiere de iones Mg2+
 como cofactor.

## Clasificación
Esta enzima pertenece a la familia de las transferasas, más específicamente a aquellas transferasas que transfieren grupos que contienen fósforo (fosfotransferasas) con un átomo de nitrógeno como aceptor.

## Nomenclatura
El nombre sistemático de esta clase de enzimas es ATP:L-arginina Nω-fosfotransferasa. Otros nombres de uso común pueden ser arginina fosfoquinasa, adenosina 5'-trifosfato: L-arginina fosfotransferasa, adenosina 5'-trifosfato-arginina fosfotransferasa, ATP:L-arginina N-fosfotransferasal ATP:L-arginina, y ω-N-fosfotransferasa.

## Función biológica
Esta enzima participa en el metabolismo de la arginina y de la prolina, también en algunos organismos participa en el sistema fosfágeno arginina fosfato. Cuidado que en el sistema fosgfageno participa la Creatina Quinasa (2.7.3.2) y no AK (2.7.3.3)

## Estudios estructurales
Hacia fines del año 2007, se habían resuelto 8 estructuras para esta clase de enzimas con los siguientes códigos de acceso a PDB: 1BG0 , 1M15 , 1M80 , 1P50 , 1P52 , 1RL9 , 1SD0 , y 2J1Q .